# پیپو استارناتسا
پیپو استارناتسا (ایتالیایی: Pippo Starnazza؛ ‏ ۱۶ آوریل ۱۹۰۹ – ۱۶ ژوئیهٔ ۱۹۷۵) موسیقی‌دان، خواننده و بازیگر اهل ایتالیا بود.
از فیلم‌هایی که وی در آن نقش داشته‌است، می‌توان به زندگی دشوار، فرشته مقرب، همسر کشیش، گل آفتابگردان، رئیس پلیس پپه و زمان سخت شاهزادگان اشاره کرد.